# 야카레카이만
야카레카이만(Yacare caiman)은 흔히 자카레카이만(Jacare caiman), 파라과이카이만(Paraguayan caiman), 피라냐카이만(Piranha caiman), 붉은카이만(Red caiman), 남부안경카이만(Southern spectacled caiman)으로도 알려져 있으며, 앨리게이터과에 속하는 악어의 일종이다. 이 종은 아르헨티나, 볼리비아, 브라질, 파라과이의 토착종이다. 갈색이고 어두운 얼룩으로 덮인 수컷은 총 길이가 2~3m까지 자라고 몸무게가 약 40~50kg까지 나가는 반면, 암컷은 길이가 1.4m, 무게가 약 15~20kg까지 자란다. 이 카이만의 전형적인 서식지는 호수, 강, 습지이다. 먹이는 주로 달팽이와 같은 수생동물과 때때로 육지 척추동물로 구성된다. 짝짓기는 장마철에 일어나고 알은 3월에 부화하며, 알은 부화하자마자 스스로를 보호한다. 야카레카이만은 1980년대에 가죽으로 사용하기 위해 피부를 심하게 사냥당하여 개체수가 크게 감소했다. 그러나 그 이후로 거래 제한으로 개체수가 증가했다. 판타나우의 개체수는 약 1,000만 마리이며, IUCN 적색 목록에 가장 적은 관심사로 등재되어 있다.

## 묘사
야카레카이만은 갈색을 띤 중간 크기의 카이만이다. 수컷 표본은 꼬리를 포함하여 총 길이가 2~3m까지 자라고 몸무게는 58kg까지 자란다. 암컷은 훨씬 더 작으며, 성인 총 길이는 1.4m이고 몸무게는 14~23kg이다. 부화한 아이들의 평균 주둥이-분구 길이는 암컷 12.49cm이고 수컷은 12.84cm이다. 《내셔널 지오그래픽》은 어린 개체들을 "브라질의 외딴 내륙에 있는 석호 가장자리에 밀려오는 바람에 날리는 작고 바람에 날리는 씨앗과 같은 것"으로 묘사했다. 1987년부터 2013년까지 판타나우의 여러 표본의 성장에 대한 연구에 따르면, 다섯 살 때 성별은 모두 약 50cm SVL이다. 15세가 되었을 때, 그들은 대부분 성장을 마쳤고, 암컷은 약 80cm SVL, 수컷은 100cm SVL 이상이었다. 이 연구는 또한 개체들의 성장 속도에 상당한 차이가 있다는 것을 보여주었다.
어두운 자국은 몸 전체에 분포하는데, 가장 눈에 띄는 것은 아래턱이 3~5개의 얼룩으로 덮여 있다는 것이다. 중간 길이에 넓은 매끄러운 주둥이를 가지고 있다. 눈꺼풀에 혹이 있고 눈 사이에 곡선의 능선이 있다. 비늘에 골배엽이 있는데, 이것은 또한 안경카이만에도 있는 특징이다. 평균 74개의 치아를 가지고 있고, 5개의 전악동, 14~15개의 상악동, 그리고 17~21개의 하악동이 있다. 아래턱에 있는 일부 치아는 위턱의 구멍을 통해 찔릴 수 있다. 이 특징은 치아를 더 돋보이게 만들고 "피라냐카이만"이라는 흔한 이름을 만든 피라냐와 비교된다.

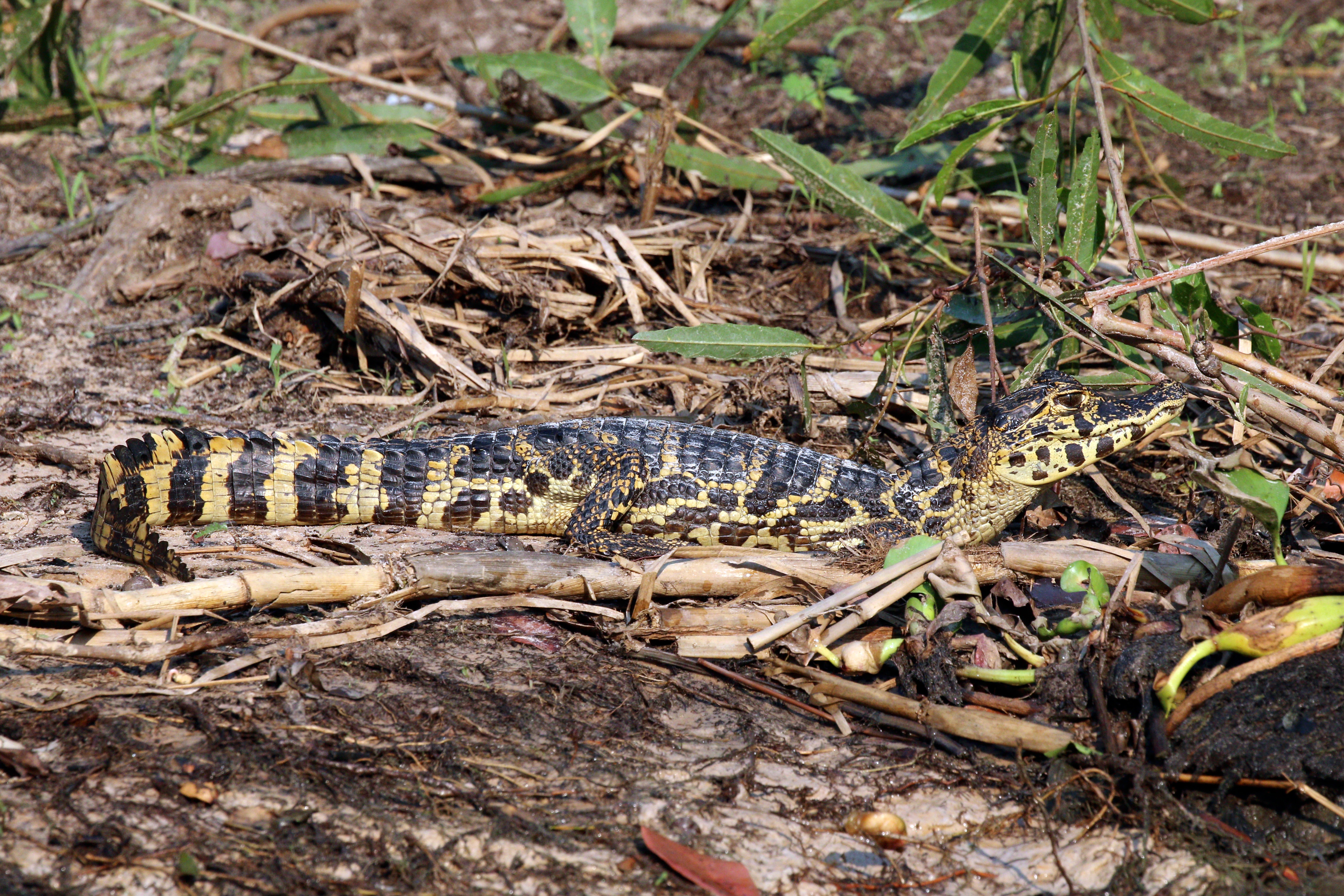
브라질 판타나우에서 생후 1개월 정도 된 어린 야카레카이만
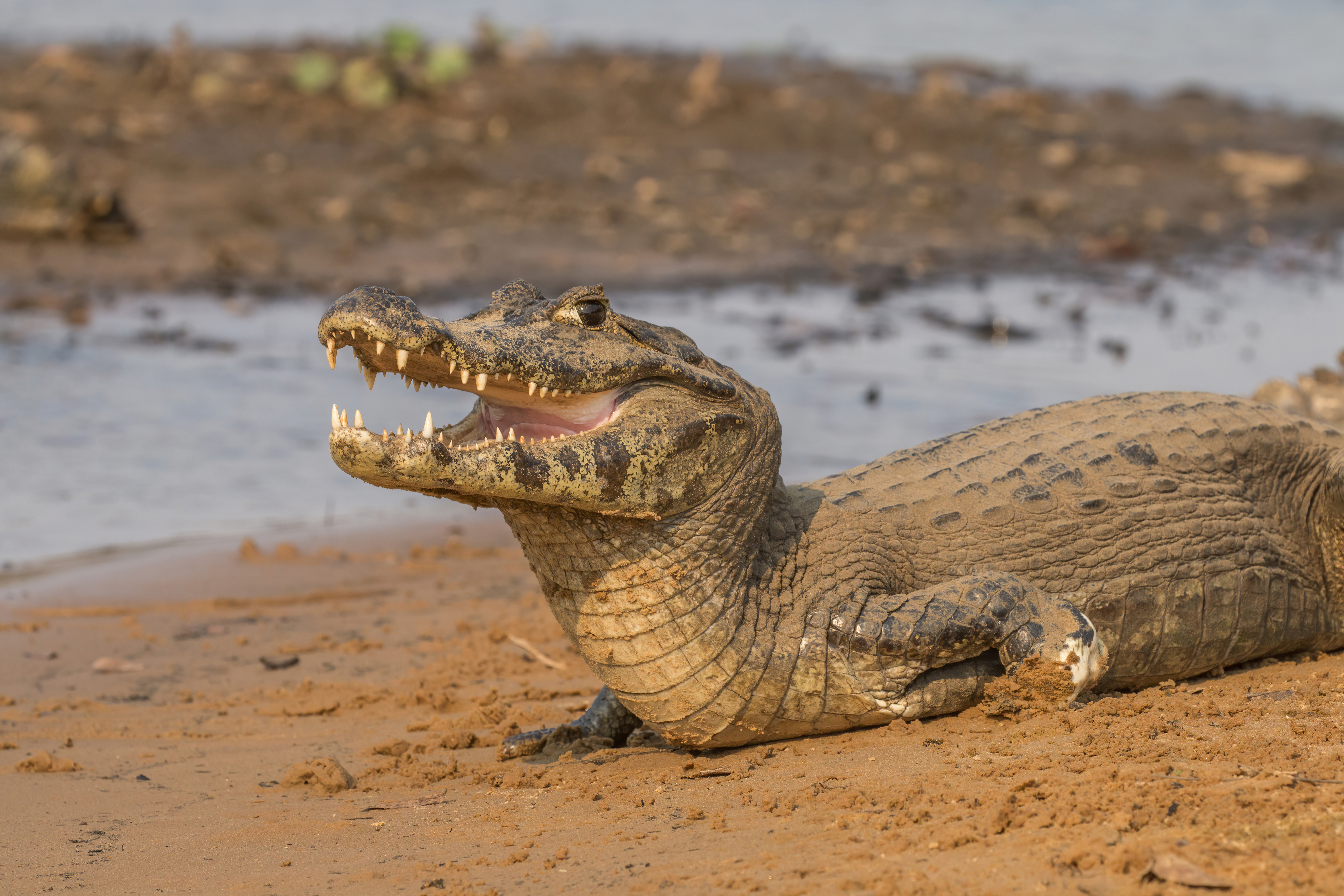
어두운 얼룩이 보이는 머리와 정면의 신체를 가까이에서 볼 수 있다.

## 생태학
야카레카이만은 생태학적으로 안경카이만과 비슷하다. 호수, 강, 습지를 포함한 반수생 서식지에서 살지만 다양한 서식지에 적응할 수 있다. 서식지가 교란되면 개체들은 때때로 그룹을 지어 다른 장소로 이동한다. 이 종의 먹이는 달팽이와 물고기, 때로는 뱀과 같은 수생동물로 구성되어 있다. 또한 카피바라를 먹는 것으로 알려져 있다. 달팽이를 사냥할 때, 이 카이만은 물에 떠있는 초목 안을 보고 턱을 사용하여 달팽이의 껍질을 깨뜨린다. 1986년 7월, 볼리비아의 한 표본의 위는 카이만의 것으로 보이는 작은 부분의 달걀 껍질과 함께 진흙으로 가득 차 있는 것으로 관찰되었다. 일반적으로, 악어들은 어린 부화 후에 자신들의 어린 알 껍질을 먹을 수 있다.
번식은 보통 장마철의 중간인 12월~2월에 이루어진다. 둥지는 암컷이 진흙과 썩어가는 초목을 이용하여 언덕 모양으로 지어서 짓는다. 이 종은 최대 44개의 알을 낳을 수 있지만 가장 흔하게는 22~35개를 낳으며, 서식지 유형에 따라 정확한 수가 달라진다. 종종 다른 악어 종보다 많은 다중 부성애를 보인다. 암컷은 보통 부화하는 동안 둥지를 보호하지만 인간의 사냥 압력이 높으면 덜 보호하여 결국 부화 성공률이 낮아진다. 알은 3월에 부화한다. 어린 개체는 부모의 도움을 거의 받지 못하고 스스로를 돌봐야 하는 극소성을 보인다. 낮에는 왜가리와 황새가 어린 카이만을 먹을 수 있기 때문에 풀 속에 숨는다. 암컷은 10~15세에 성적으로 성숙해진다. 유사한 종의 야카레카이만은 약 50세까지 사는데, 이는 카이만의 수명을 추정하는 것으로 사용되었지만 정확한 수명은 알려져 있지 않다.

## 분포 및 보존

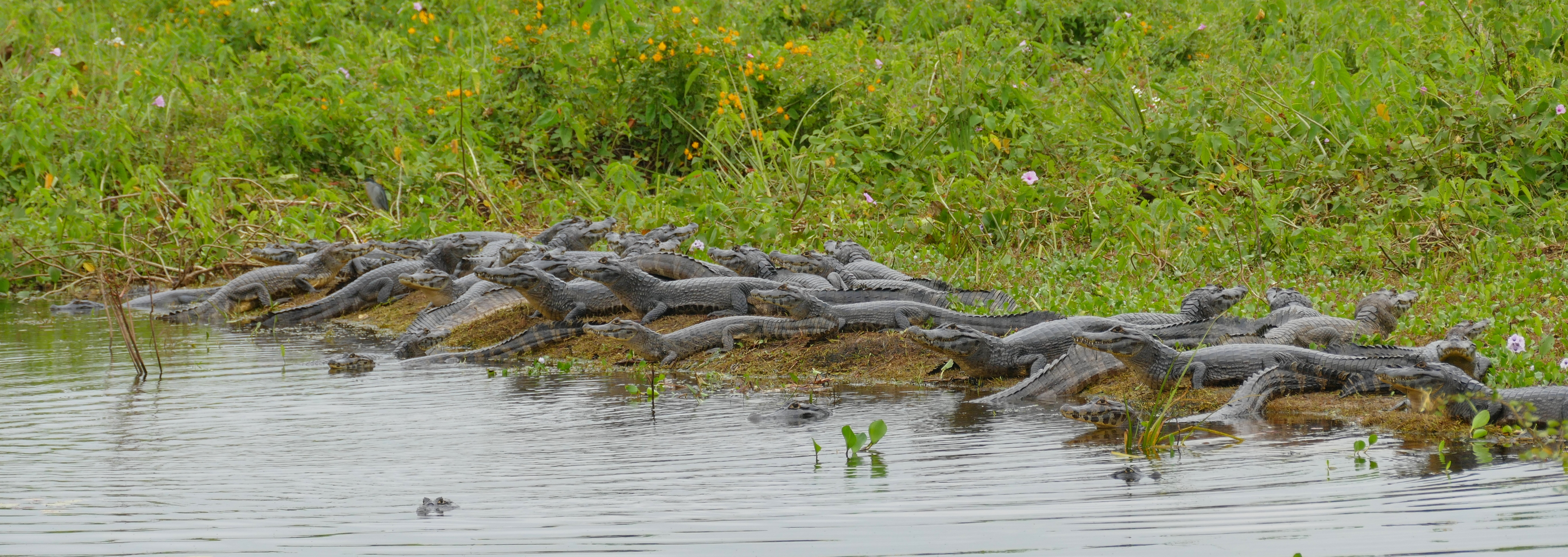
브라질 마투그로수주의 야카레카이만 무리

야카레카이만의 범위는 아르헨티나 (북부), 볼리비아, 브라질 (남부), 파라과이를 포함한다. 남아메리카에 있는 카이만속의 세 종 중 하나이며, 다른 종은 넓적코카이만과 안경카이만이며, 각각 더 동쪽과 북쪽의 범위를 가지고 있다. 야카레카이만은 대륙에서 가장 흔한 종 중 하나이다.
1980년대에 이 종은 가죽 때문에 자주 사냥을 당했기 때문에 "잊혀지는 상태로 가고" 있었고, 사냥꾼들은 종종 많은 야카레카이만이 포함된 물웅덩이로 가서 많은 수의 야카레카이만을 쐈다. 그들은 가죽을 위해 이 가죽을 사용했고, 시체의 다른 부분을 물웅덩이에 남겨두었다. 비록 이 종은 이전에 가죽을 위해 사냥되는 것을 흔하지 않게 만들었던 뼈 있는 골피로 덮여 있지만, 가죽을 위해 사용될 수 있는 뼈 있는 점이 약간 적다. 이 관행으로 인해 카이만의 개체수는 수백만 마리로 감소했다. 1992년 브라질에서 악어의 가죽 거래를 금지하는 금지령이 발표되었다. 그 결과 2013년 현재 판타나우에만 약 1,000만 마리의 표본이 살고 있는 등 개체수가 크게 증가했다. 현재 야카레카이만의 위협에는 산림전용, 관광, 댐 및 항구 건설, 불법 사냥이 포함된다. 이 종은 빠르게 번식하는데, 야카레카이만이 사냥 압력에 덜 취약하게 만든다.
IUCN 적색 목록은 1996년 야카레카이만을 가장 우려가 적은 종으로 지정했다.  1970년 6월 2일부터 멸종위기종으로 지정된 이후 2000년 6월 5일 현재 미국 어류 및 야생동물관리국의 위협을 받고 있는 종으로 등재되어 있다. 2010년 현재 멸종위기 야생동식물종의 국제거래에 관한 협약에 의해 부록 II 종으로 등재되어 있다.